# Pulsar

Gammastrahlenzyklus des Vela-Pulsars (Zeitlupe, farbcodierte Quantenenergiebereiche).

Schematische Darstellung eines Pulsars. Die Kugel in der Mitte stellt einen Neutronenstern dar, die Kurven die magnetischen Feldlinien und die seitlich abstehenden Lichtkegel die Richtung der ausgehenden Strahlung.

Ein Pulsar (englisches Kunstwort aus puls(ating st)ar) ist ein schnell rotierender, stark magnetisierter Neutronenstern. Pulsare bestehen zu annähernd 90 % aus Neutronen und besitzen eine etwa dem Eineinhalbfachen der Sonnenmasse entsprechende, aber auf einen Radius von nur ca. 10 km komprimierte Masse.
Das starke, mit dem Pulsar rotierende Magnetfeld führt zu starken elektromagnetischen Feldern, die wiederum geladene Teilchen entlang der Magnetfelder beschleunigen. Da die Magnetfelder gekrümmt sind und geladene Teilchen, die sich auf gekrümmten Bahnen bewegen, eine beschleunigte Bewegung ausführen, strahlen die Teilchen intensive Krümmungsstrahlung (quasi Synchrotronstrahlung) ab.
Während es sich bei der von Neutronensternen abgegebenen Radiostrahlung um kohärente Strahlung handelt, bei der sich quasi 10²⁷ Elektronen gleichphasig entlang der Magnetfeldlinien bewegen, handelt es sich bei der von Pulsaren im optischen, Röntgen- und Gammastrahlenbereich detektierten Strahlung um Einteilchenprozesse. Zur gepulsten Strahlung (die diesen Sternen den Namen gegeben hat) kommt es dabei, wenn die Rotationsachse und Magnetfeldachse des Neutronensterns in ihrer Ausrichtung voneinander abweichen. Liegt die Erde in dem engen Strahlungskegel der von Neutronensternen abgegebenen Strahlung, beobachtet man mit Teleskopen periodisch wiederkehrende Signale.
Pulsare emittieren Strahlung bei allen Wellenlängen über das gesamte elektromagnetische Spektrum. Je nach galaktischer Absorption und Empfindlichkeit des Beobachtungsinstrumentes ist diese breitbandige elektromagnetische Strahlung jedoch nicht von allen Pulsaren gleichermaßen beobachtbar. Von den heute mehr als 3300 bekannten Radiopulsaren ließen sich bisher nur etwa 2 % im sichtbaren Bereich beobachten, im Röntgen- und Gammastrahlenbereich sind es etwa 10 %.

## Geschichte

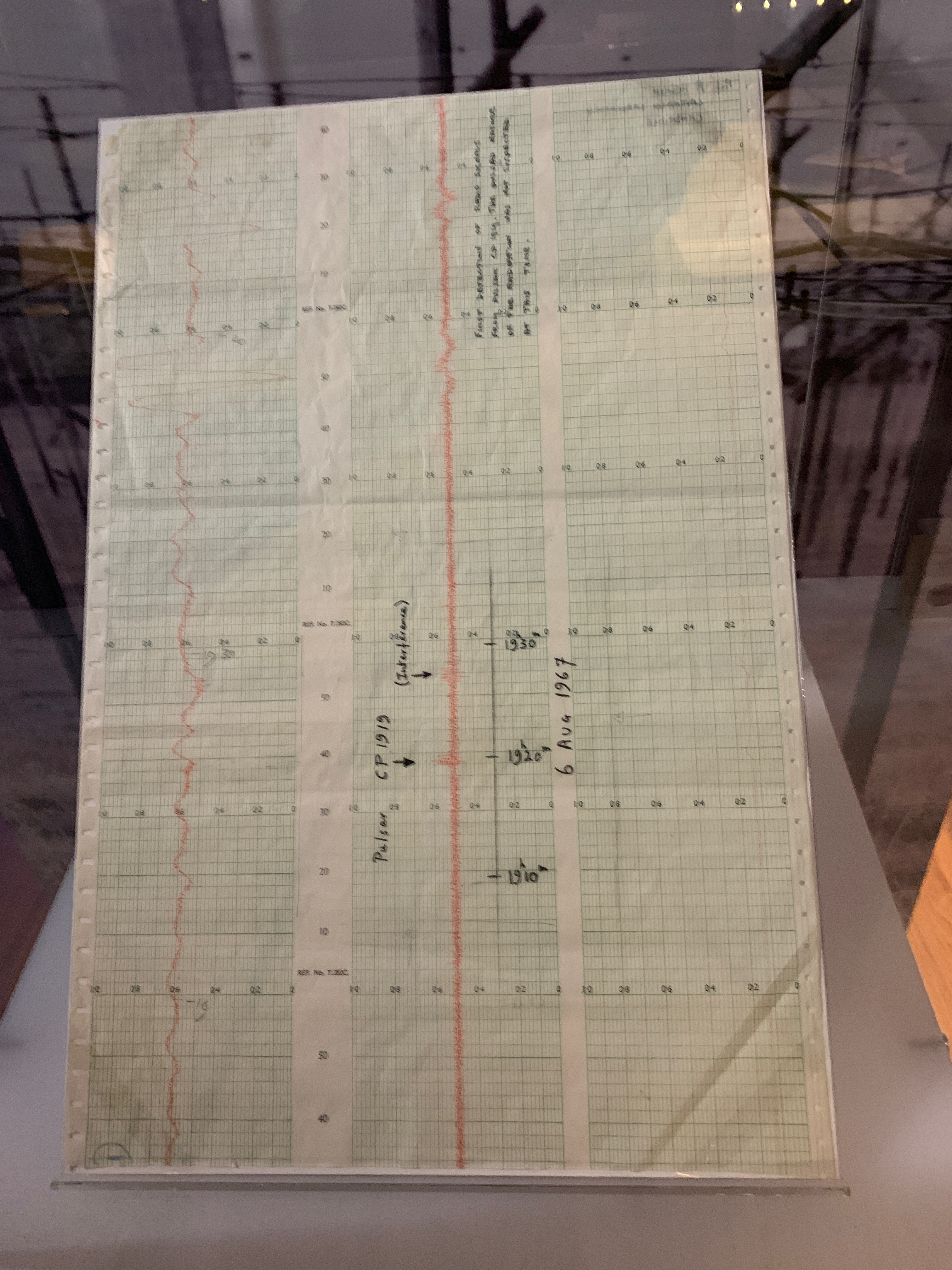
Aufzeichnungen, auf denen Jocelyn Bell erstmals den Nachweis eines Pulsars erkannte

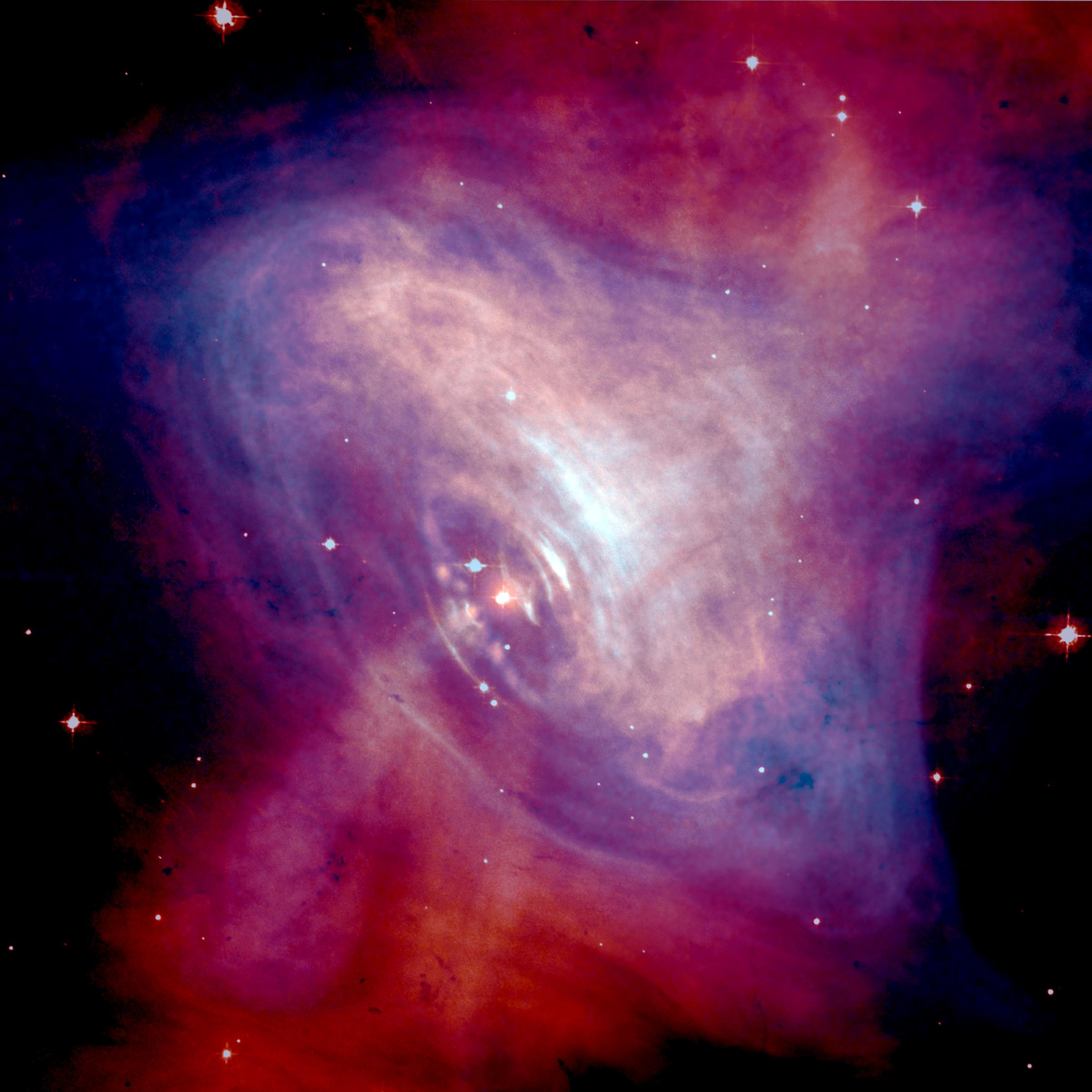
Aus Aufnahmen in den Bereichen des sichtbaren Lichts (rot) und der Röntgenstrahlen (blau) zusammengefügte Aufnahme des Pulsars im Krebsnebel (M 1). Es zeigt Nebelgase in der Umgebung, die durch das Magnetfeld des rotierenden Pulsars mitgenommen und damit „umgerührt“ und zur Strahlung angeregt werden.

Jocelyn Bell Burnell und ihr Doktorvater Antony Hewish entdeckten den ersten Pulsar bei der Suche nach Radioquellen am 28. November 1967 am Mullard Radio Astronomy Observatory bei Cambridge. Für diese Untersuchung wurden in einem breiten Feld sämtliche Quellen erfasst, die binnen kurzer Zeit starke Schwankungen in ihrer Strahlungsintensität aufwiesen. Die Signale des später als PSR J1921+2153 bezeichneten Pulsars zeichneten sich durch ungewöhnliche Regelmäßigkeit der abgestrahlten Wellen aus, so dass Bell und Hewish sie zunächst für ein künstliches Signal – eventuell einer extraterrestrischen Zivilisation – hielten (Little Green Man 1). Antony Hewish wurde 1974 für die Entdeckung der Pulsare mit dem Nobelpreis für Physik ausgezeichnet.
Der erste Physiker, der gleich nach ihrer Entdeckung hinter Pulsaren rotierende Neutronensterne vermutete, war Thomas Gold 1968/69. Eine Fachkonferenz lehnte jedoch zunächst seinen entsprechenden Vortrag als zu absurd ab und erachtete dies noch nicht einmal als diskussionswürdig. Später wurde seine Meinung aber bestätigt.
Russell Hulse und Joseph Hooton Taylor, Jr. entdeckten 1974 den Pulsar PSR J1915+1606, ein System aus zwei einander in weniger als 8 Stunden umkreisenden Neutronensternen, von denen einer ein Pulsar ist. Ihre Bahnperiode verkürzt sich ständig in einer Weise, die nur durch die Abstrahlung von Gravitationswellen gemäß der allgemeinen Relativitätstheorie erklärt werden kann. Hulse und Taylor erhielten dafür 1993 ebenfalls den Nobelpreis für Physik. Bis zum Mai 2006 waren ungefähr 1700 Pulsare bekannt, darunter auch ein Doppelpulsar (das 2003 entdeckte System PSR J0737-3039).
PSR J0534+2200 im Krebsnebel ist mit einem Alter von etwa 900 Jahren der jüngste bekannte Pulsar.
Ein in der Entstehung besonderer Pulsar ist der sich auf einer stark elliptischen Umlaufbahn um einen sonnengroßen Stern bewegende PSR J1903+0327, welcher mit 465 Umdrehungen pro Sekunde rotiert.
1982 wurde der erste Millisekundenpulsar mit der Bezeichnung PSR J1939+2134 entdeckt. Die Stabilität seiner Rotationsdauer von 1,5578 Millisekunden – nach Berücksichtigung einer linearen Zunahme – ist besser als 10−14, die Präzision damaliger Atomuhren. Diese Genauigkeit kann für eine präzise Ortsbestimmung der Erde verwendet werden, um dadurch einen weiteren Nachweis für Gravitationswellen zu erbringen.
Innerhalb der Milchstraße weist nach derzeitigem Kenntnisstand der 2017 erstmals beobachtete Pulsar PSR J0952-0607 die höchste Rotationsgeschwindigkeit auf. Er dreht sich 707 mal pro Sekunde um seine eigene Achse. Mit rund 2,35 Sonnenmassen ({\displaystyle M_{\odot }}) ist er auch der schwerste bekannte Neutronenstern und liegt damit nur knapp unterhalb der absoluten Massenobergrenze für Neutronensterne. Lediglich seine schnelle Rotation bewahrt ihn davor, zu einem Schwarzen Loch zu kollabieren. Nach theoretischen Modellen liegt die Massenobergrenze für einen nicht rotierenden Neutronenstern bei 2,16 {\displaystyle M_{\odot }}, schnell rotierende Pulsare können bis zu 20 % mehr Masse erreichen. Vermutlich war PSR J0952-0607 nicht immer so schwer, sondern hat im Lauf der Zeit zwischen 0,5 und 1 {\displaystyle M_{\odot }} von einem ihn umkreisenden Begleitstern abgezogen. Dieser Begleiter wird heute auf nur noch rund 20 Jupitermassen geschätzt. Er umkreist den Pulsar in rund 6,4 Stunden.

## Namenskonvention
Pulsare werden heutzutage mit der Buchstabenkombination PSR und ihren Himmelskoordinaten bezeichnet, z. B. PSR J0337+1715. Die Zahlenkombination 0337 gibt dabei die Rektaszension an (3 Stunden, 37 Minuten) und +1715 die Deklination in Grad und Bogenminuten. Der Buchstabe J besagt, dass sich die Koordinaten auf die Julianische Epoche J2000.0 beziehen.
Ursprünglich wurden Pulsare mit einem Kürzel für das Observatorium, von dem aus die Entdeckung gemacht wurde sowie einer Zahl für die Rektaszension bezeichnet. Die heutige Konvention zur Benennung von Pulsaren geht auf Alan Vaughan und Tony Turtle zurück, welche 1968 die ersten beiden Pulsare am Südhimmel entdeckten und dabei das Kürzel PSR (für Pulsating Source of Radio) vorschlugen. Ursprünglich wurde diese Kürzel ausschließlich mit der vierstelligen Rektaszension und der zweistelligen Deklination ergänzt (z. B. PSR 0531+21), wobei teilweise auch noch Zehntelgrade bei der Deklination oder zusätzliche Buchstaben eingesetzt wurden. Später wurde zusätzlich ein Präfix 'B' vor die Zahlenkombination gesetzt, um anzuzeigen, dass die Koordinaten auf der Besselschen Epoche B1950.0 beruhen (z. B. PSR B0531+21). Die auf der Besselschen Epoche beruhende Bezeichnung, die bis ungefähr 1993 in Gebrauch war, wird teilweise weiterhin verwendet, insbesondere bei sehr prominenten Objekten wie beispielsweise PSR B1919+21.

## Entstehung eines Pulsars

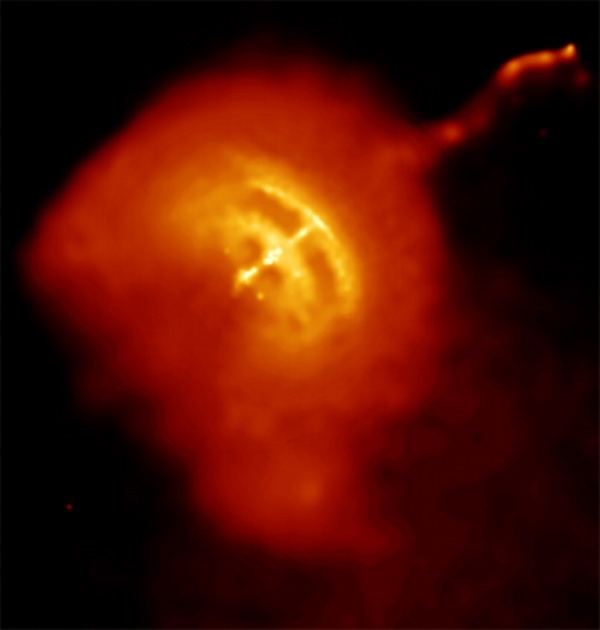
Der Vela Pulsar, ein Neutronenstern, der nach einer Supernova-Explosion übriggeblieben ist, fliegt auf einem seiner Jets heißen Plasmas durch den Weltraum. Foto: NASA.

Nach einer Supernova eines massereichen Sterns, einer sehr komplexen Explosion, bleibt in einem heißen, ionisierten Gasnebel ein Neutronenstern zurück, dieser besteht aus einem Teil der Materie des ursprünglichen Sterns (1,44 bis 3 Sonnenmassen) auf kleinstem Raum (Durchmesser um 20 Kilometer). Darüber hinaus behält der gesamte Supernova-Überrest aus Neutronenstern und Gasnebel seinen Drehimpuls bei, und das Magnetfeld des ursprünglichen Sterns wird im Neutronenstern komprimiert. Des Weiteren gibt es elektrische Potentialdifferenzen in der Größenordnung von 1011 Volt.
Ein Pulsar bezieht seine Strahlungsenergie
- aus Akkretion, siehe Röntgendoppelstern,
- aus dem Magnetfeld, siehe Magnetar,
- und im Normalfall aus der Rotationsenergie.

Durch die Erhaltung des Drehimpulses und die starke Verkleinerung der räumlichen Ausdehnung beschleunigt sich die Rotation des Neutronensterns so sehr, dass die Rotationsdauer statt mehrerer Tage nur noch Sekunden oder Sekundenbruchteile beträgt. Die Folge ist ein sehr kompakter Himmelskörper mit einem starken Magnetfeld (typische Flussdichten von 108 Tesla), der sich innerhalb des ionisierten Gasnebels schnell dreht.

## Entstehung der gepulsten Strahlung
Pulsare sind wie alle Neutronensterne unterhalb einer festen Kruste suprafluid sowie supraleitend und haben eine Dichte im Bereich der von Atomkernen, d. h. rund 2·1017 kg/m3 = 2·1014 g/cm3.
Die Magnetfeldrichtung des Neutronensterns schließt mit der Drehachse einen bestimmten Winkel ein. Wenn die Magnetfeldrichtung von der Drehachse abweicht, bewegen sich die Magnetfeldlinien schnell durch den ionisierten Gasnebel. Da elektrisch geladene Teilchen sich nur längs der Feldlinien frei bewegen können, werden sie von dem rotierenden Magnetfeld mitgenommen und strahlen dabei elektromagnetische Wellen ab. Infolge der Rotation streichen die elektromagnetischen Wellen wie das Licht eines Leuchtturms über die Umgebung. Nur wenn die Erde innerhalb des Doppelkegels liegt, der von der Richtung der elektromagnetischen Strahlung überstrichen wird, kann die gepulste Strahlung beobachtet werden.
Ein Pulsar strahlt die elektromagnetischen Wellen über einen weiten Wellenbereich ab, die vorwiegenden Anteile können im Frequenzbereich von Radiowellen (Radiopulsar), sichtbarem Licht oder im Bereich der Röntgenstrahlung (Röntgenpulsar) liegen. Jüngere Pulsare neigen eher dazu, höherenergetische Strahlung abzugeben.

## Abschätzungen
Unter vereinfachten Annahmen lassen sich die Rotationsgeschwindigkeit und Rotationsenergie eines Pulsars abschätzen. Der Ausgangskörper sei sonnenähnlich und habe eine konstante Dichte, genauso wie der kontrahierte Neutronenstern.
Ausgangsgrößen:
- Sonnenradius: 7 × 108 m
- Sonnenmasse: 2 × 1030 kg
- Rotationsdauer: 25,4 Tage; Winkelgeschwindigkeit: 7,25 × 10−8 s−1

Endgrößen:
- Radius des Neutronensterns: 1,6 × 104 m (16 km)
- Masse: unverändert 2 × 1030 kg

Das Trägheitsmoment Θ (Θ = 2/5 · M · R²) verringert sich quadratisch, wenn der Radius R sich verkleinert, bei konstanter Masse M. Da der Drehimpuls L (L = Θ · ω) erhalten bleibt, muss sich die Umdrehungsgeschwindigkeit ω um das Verhältnis der Trägheitsmomente von Sonne und Neutronenstern vergrößern. Um den gleichen Faktor erhöht sich die Rotationsenergie E (Erot=1/2 · ω · L).
Daraus ergeben sich folgende Werte:
- Verhältnis der Trägheitsmomente von Sonne und Neutronenstern: 2 × 109
- Rotationsenergie der Sonne: 1,5 × 1036 J
- Rotationsenergie des Neutronensterns: 3 × 1045 J
- Rotationsdauer: 0,001 s = 1 ms

In der einfachen Abschätzung würde die Umlaufgeschwindigkeit am Äquator der Oberfläche ein Mehrfaches der Lichtgeschwindigkeit betragen. Da dies unmöglich ist, kann ein Stern nur kontrahieren, wenn er Masse abstößt und seinen Drehimpuls verringert. Die Rotationsenergie liegt im Bereich um 1040 J.

## Millisekundenpulsare

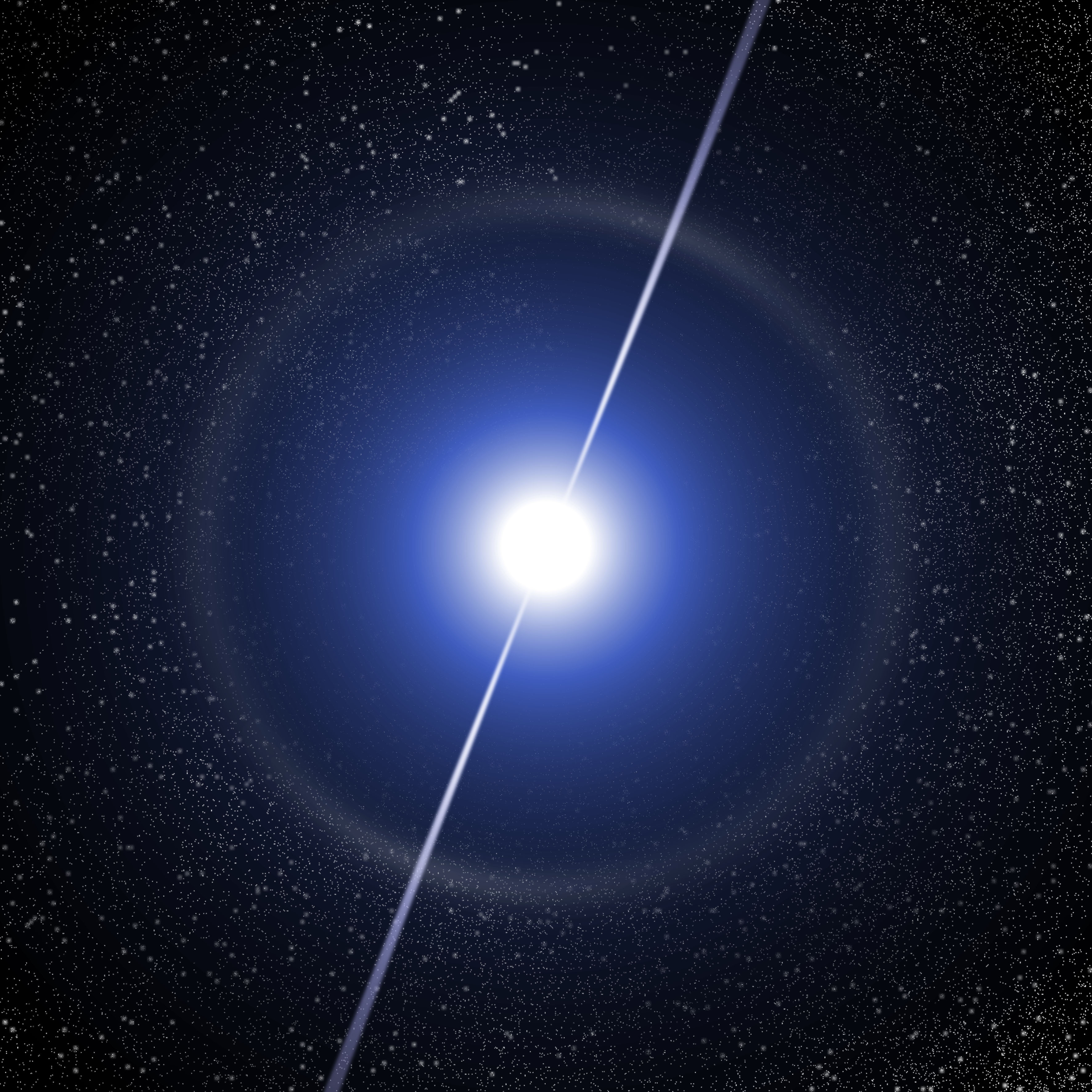
Ein Pulsar ist ein schnell rotierender Neutronenstern. Die Symmetrieachse seines Magnetfelds weicht von der Rotationsachse ab, weshalb er Synchrotronstrahlung entlang der Dipolachse aussendet.

Pulsare mit einer Rotationsdauer unterhalb von 20 Millisekunden (d. h. mehr als 50 Rotationen pro Sekunde) werden Millisekundenpulsare genannt. Neben der schnelleren Rotation unterscheiden sie sich von anderen Pulsaren auch durch
- ihr schwächeres Magnetfeld von weniger als 104 Tesla,
- ihre langsame Rotationsabnahme,
- ihr hohes charakteristisches Alter
- sowie ihr bevorzugtes Vorkommen in Doppelsternsystemen (75 Prozent) im  Vergleich zu anderen Pulsaren (weniger als 1 Prozent).

Die maximale Rotationsfrequenz für Neutronensterne dürfte bei ca. 1500 Hertz liegen, da bei höheren Rotationsgeschwindigkeiten eine starke Abstrahlung von Gravitationswellen einsetzen müsste.
Für das Entstehen von Millisekundenpulsaren sind zwei Szenarien bekannt:
- Beim Recycling alter Pulsare in Doppelsternsystemen wird über die Akkretion von Materie, die vom Begleiter auf den Neutronenstern fließt, Drehimpuls auf den erlöschenden Pulsar übertragen und damit die schnelle Rotation erreicht. Als unmittelbare Vorgänger der Millisekundenpulsare gelten die Röntgendoppelsterne geringer und mittlerer Masse. Da die Rotationsachse des Pulsars aufgrund der Akkretion senkrecht auf der Bahnebene steht, trifft die Strahlung den Begleiter und heizt ihn soweit auf, dass er Masse verliert. Diese Millisekundenpulsare werden als Schwarze-Witwen-Pulsare bezeichnet, weil sie langfristig den Begleitstern vollständig auflösen.[15]
- Ein direkter Kanal ist der akkretions-induzierte Kollaps eines ONeMg-Weißen Zwerges. Überschreitet der Weiße Zwerg durch das Aufsammeln von Materie die Chandrasekhar-Grenze von 1,4 M☉, so kommt es nicht zu einer Supernova vom Typ Ia, sondern es entsteht direkt ein schnell rotierender Neutronenstern.

Durch intensive Radio-Beobachtungen von Kugelsternhaufen wurden in den letzten Jahren zahlreiche Millisekundenpulsare gefunden, darunter der schnellste derzeit bekannte Millisekundenpulsar, PSR J1748-2446ad im Kugelsternhaufen Terzan 5 mit einer Rotationsfrequenz von 716 Hertz (1,4 ms Rotationsdauer). Die auffallende Häufung in Kugelsternhaufen wird mit der hohen Sterndichte in diesen Sternaggregaten in Verbindung gebracht, wobei Neutronensterne sich einen Begleiter einfangen können, von dem sie Materie akkretieren. In dieser Phase als Röntgendoppelstern geringer Masse (LMXB) wird die Rotation des Neutronensterns auf die für Millisekundenpulsare typischen Werte beschleunigt.
Überraschenderweise wurden in den Kugelsternhaufen neben einer großen Anzahl an Millisekundenpulsaren auch normale junge Pulsare mit einer Rotationsdauer von einigen hundert Millisekunden und Magnetfeldern um die 107 Tesla entdeckt. Dies ist deshalb erstaunlich, weil in den alten Kugelsternhaufen keine massereichen Sterne mehr existieren, die über eine Supernova zu der Geburt eines normalen Pulsars führen können. Möglicherweise wurden diese Pulsare von den Kugelsternhaufen gravitativ eingefangen und gebunden. Generell weisen Pulsare häufig eine hohe Eigenbewegung auf, die auf asymmetrische Supernovaexplosionen oder durch die Zerstörung eines Doppelsternsystems in der Supernovaphase zurückgeht. Die Idee des Einfangs eines Begleiters und dem nachfolgenden Recycling des Pulsars durch die Akkretion der Materie des Begleiters wird durch die teilweise beobachtete große Bahnexzentrizität von Pulsaren in Kugelsternhaufen bestätigt. Da die Bahnen in engen Doppelsternsystemen sich innerhalb weniger 10 Millionen Jahre aufgrund von Gezeiteneffekten zirkularisieren, können diese Pulsare erst vor kurzer Zeit wiederbelebt worden sein.
Im Gegensatz zu den normalen Pulsaren zeigen die Millisekundenpulsare eine sehr geringe Fluktuation der Pulsankunftszeiten, da diese schnell rotierenden Neutronensterne keine Instabilitäten durch eine differentielle Rotation zeigen. Daher sind die Millisekundenpulsare gute Kandidaten, um über den Lichtlaufzeiteffekt nach Begleitern zu suchen, die über eine Ortänderung aufgrund der Keplerschen Gesetze zu einer Variation der Pulsankunftszeiten führen. Dadurch sind Neutronensterne, Weiße Zwerge, Braune Zwerge, Exoplaneten und eventuell Asteroidengürtel um Millisekundenpulsare entdeckt worden. Exoplaneten und Asteroidengürtel dürften sich aus den Akkretionsscheiben gebildet haben, welche die Millisekundenpulsare wieder beschleunigt haben.

## Eigenbewegung
Junge Pulsare zeigen im Mittel eine Eigenbewegung von typischerweise um die 400 km/s mit Spitzenwerten von mehr als 1000 km/s. Diese Geschwindigkeiten sind zu hoch, um als ein Ergebnis eines Aufbrechens eines Doppelsterns während einer Supernovaexplosion interpretiert zu werden. Für die hohen Eigenbewegungen sind die folgenden Hypothesen aufgestellt worden, die alle auf eine Asymmetrie in der Supernova zurückgeführt werden:
- Eine unipolare Asymmetrie im Aufbau des Vorläufersterns der Supernova und des Pulsars. Diese Hypothese wird aber nicht durch aktuelle Sternmodelle unterstützt.
- Eine asymmetrische Abstrahlung der Neutrinoemission während der Supernova. Bereits eine Abweichung von 1 Prozent kann zu einer Eigenbewegung von 300 km/s führen.
- Die Gravitationskräfte einer ungleichmäßig ausgestoßenen Hülle können dem frisch geborenen Neutronenstern in den ersten Sekunden seiner Entstehung einen Kick von einigen 100 km/s geben.

## Unregelmäßige Pulsprofile

### Periodensprünge
Pulsare zeigen neben einer kontinuierlichen Zunahme der Rotationsdauer auch Periodensprünge (engl. glitch), bei denen sich die Rotation des Neutronensterns innerhalb eines sehr kurzen Zeitraums beschleunigt. Anschließend erhöht sich die Rotationsdauer schneller als zuvor, bis der Ursprungswert vor dem Sprung erreicht ist. Die diskontinuierliche Veränderung der Rotationsdauer tritt außer bei Millisekundenpulsaren und jungen Neutronensternen mit einem Alter von weniger als 500 Jahren bei fast allen Pulsaren auf. Die Periodensprünge werden als eine Übertragung von Drehimpuls von dem superflüssigen Inneren des Neutronensterns auf die langsamer rotierende Kruste interpretiert. Dieses Modell kann allerdings nur schwer Anti-Glitches erklären, bei denen sich die Rotationsperiode der Neutronensterne sprunghaft verlängert. Die Periodensprünge sind auch bei ungewöhnlichen Röntgenpulsaren nachgewiesen. Die Sprungaktivität, die kumulierte Periodenänderung pro Jahr, nimmt kontinuierlich mit dem Alter der Pulsare ab. Sie bietet eine Möglichkeit, das Innere des Neutronensterns zu studieren.

### Nulling
Als Nulling wird das temporäre komplette Verschwinden von Pulsen bei einigen Pulsaren bezeichnet. Innerhalb eines Zeitraums von zwei Pulsen kann der Übergang von einem normalen Puls zu dem Auszustand erfolgen und ebenso schnell kann das Einschalten geschehen. Die meisten von Nulling betroffenen Pulsare nehmen eine Auszeit von 5 Prozent, wobei diese zufällig verteilt erscheinen. Der Rekordhalter dürfte J1502−5653 sein, bei dem in 93 Prozent der Beobachtungszeit kein Puls nachweisbar ist. Die Ursache des Nullings sowie des schnellen Umschaltens zwischen den beiden Zuständen ist Gegenstand wissenschaftlicher Diskussionen. Während einer Aus-Phase nimmt die Verlangsamung der Rotation des Pulsars ab. Daher dürfte der Emissionsmechanismus wirklich ausgeschaltet und das Nulling daher nicht die Folge einer Abstrahlung in eine andere Raumrichtung sein.
Eine extreme Form des Nullings könnten die Rotating radio transients darstellen. Bei diesen Pulsaren sind bei Rotationsdauern von 0,4 bis 7 Sekunden nur noch einzelne Pulse im Abstand von 101 bis 104 Sekunden nachweisbar. Es handelt sich dabei um Pulsare, da einzelne Neutronensterne zwischen den beiden Formen Pulsar und rotating radio transient hin und her wechseln. Die geringe Entdeckungswahrscheinlichkeit von rotating radio transient lässt vermuten, dass es in der Milchstraße fünf- bis sechsmal so viele Neutronensterne wie bisher vermutet gibt. Daher müssten auch die Kernkollapssupernovae entsprechend häufiger vorkommen oder alternative Entstehungskanäle existieren.

### Riesenpulse
Im Bereich der Radiowellen treten einzelne Pulse mit hoher Intensität auf. Eine geringe Anzahl von Pulsaren, darunter der Pulsar im Krebsnebel, zeigen besonders hohe Pulsspitzen. Die Pulsdauern betragen wenige Nanosekunden bis Mikrosekunden. Das Phänomen der Riesenpulse scheint nur bei sehr jungen und daher schnell rotierenden Pulsaren aufzutreten. Im Vergleich zur Radiostrahlung bleibt die Intensität der Gamma- und Röntgenstrahlung während der Riesenpulse unverändert. Es wird vermutet, dass die Riesenpulse die gleiche Ursache haben wie das Nulling.